# Morpho coelestis
Morpho coelestis är en fjärilsart som beskrevs av Butler 1866. Morpho coelestis ingår i släktet Morpho och familjen praktfjärilar. Inga underarter finns listade i Catalogue of Life.